# Episodi di Sweet Tooth (seconda stagione)
La seconda stagione della serie televisiva Sweet Tooth è stata interamente distribuita il 27 aprile 2023 sulla piattaforma di video on demand Netflix, in tutti i paesi in cui il servizio è disponibile.
| nº | Titolo originale               | Titolo italiano                  | Pubblicazione  |
| -- | ------------------------------ | -------------------------------- | -------------- |
| 1  | In Captivity                   | In cattività                     | 27 aprile 2023 |
| 2  | Into the Deep Woods            | Nella foresta                    | 27 aprile 2023 |
| 3  | Chicken or Egg?                | L'uovo o la gallina?             | 27 aprile 2023 |
| 4  | Bad Man                        | Uomo cattivo                     | 27 aprile 2023 |
| 5  | What It Takes                  | Quel che serve                   | 27 aprile 2023 |
| 6  | How it Started, How it's Going | Com'è iniziata, come sta andando | 27 aprile 2023 |
| 7  | I'll Find You                  | Ti ritroverò                     | 27 aprile 2023 |
| 8  | The Ballad of the Last Men     | La ballata degli Ultimi uomini   | 27 aprile 2023 |

## In cattività
- Diretto da:
- Scritto da: Jim Mickle

## Nella foresta
- Diretto da:
- Scritto da: Carly Woodworth

## L'uovo o la gallina?
- Diretto da:
- Scritto da: Oanh Ly

## Uomo cattivo
- Diretto da:
- Scritto da: Noah Griffith & Daniel Stewart & Zaike LaPorte Airey

## Quel che serve
- Diretto da:
- Scritto da: Bo Yeon Kim & Erika Lippoldt

## Com'è iniziata, come sta andando
- Diretto da:
- Scritto da: Noah Griffith & Daniel Stewart

## Ti ritroverò
- Diretto da:
- Scritto da: Oanh Ly

## La ballata degli Ultimi uomini
- Diretto da:
- Scritto da: Jim Mickle & Bo Yeon Kim & Erika Lippoldt